# NGC 1757
NGC 1757 је ознака објекта на координатама са ректансцензијом 5h 2m 39,3s и деклинацијом - 4° 43" 23'. Открио га је Џон Хершел, 20. фебруара 1830. Каснијим посматрањима на том положају није уочен никакав астрономски објекат.